# Amal Clooney
Pour les articles homonymes, voir Clooney.
Amal Alamuddin (en arabe أمل علم الدين), ou Amal Clooney depuis son mariage en 2014 avec l'acteur américain George Clooney, est une avocate libano-britannique, née le 3 février 1978 à Beyrouth.

## Biographie

### Famille, formation et début
Amal Alamuddin naît au sein d'une famille druze libanaise. Son père, Ramzi Alamuddin, est un homme d'affaires et fondateur d'une agence de voyages et a été professeur en sciences commerciales à l'université américaine de Beyrouth[réf. nécessaire], et sa mère, Bariaa Miknass, est une journaliste politique et éditrice du journal Al-Hayat, devenue en 2004 présidente de l'International Arab Charity, un organisme caritatif basé à Londres, et cofondatrice de l'International Communication Experts, une société de relations publiques orientée vers l’événementiel et le media training. Bariaa Alamuddin descend, par ailleurs, de la grande famille marocaine Kafhali, originaire de Fès. Elle a deux frères, Samer et Ziad, ainsi qu'une sœur, Tala[réf. non conforme]. 
Née à Beyrouth, elle y passe quelques années avant de fuir le Liban en guerre, au début des années 1980, pour s'installer avec sa famille en Angleterre. Ils vivent dans le village huppé de Gerrards Cross, dans le Buckinghamshire. Elle étudie au Dr Challoner’s High School (en) de Little Chalfont[réf. nécessaire], un lycée d'élite pour jeunes filles, puis au St Hugh's College d'Oxford et, à partir de 2001, à l'école de droit de l'université de New York. En 2004, elle effectue un stage à la Cour internationale de justice de La Haye. Elle parle l'anglais, le français et l'arabe,.

### Carrière

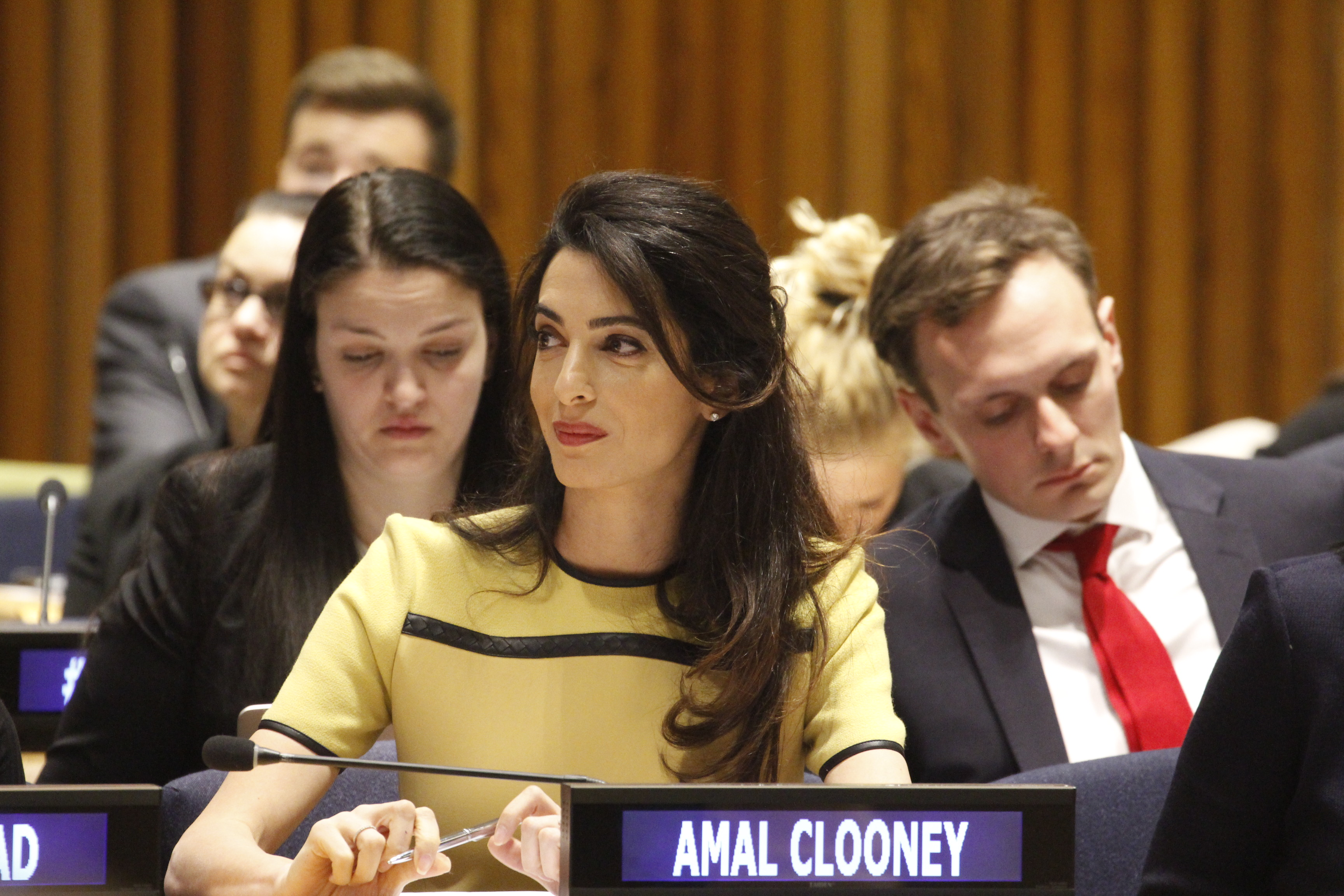
Amal Alamuddin en 2014.

Avocate internationale, Amal Alamuddin travaille au cabinet Doughty Street Chambers (en) de Londres, où elle se spécialise en droit international, plus particulièrement sur les sujets liés aux droits humains. Elle a notamment eu pour clients Julian Assange, le fondateur de WikiLeaks[réf. non conforme], l'ancienne Première ministre ukrainienne Ioulia Tymochenko[réf. non conforme],, le journaliste canadien Mohamed Fahmy et le peuple chagossien. De façon plus discrète, son cabinet s'est également chargé en 2015 de la défense de Saïf al-Islam Kadhafi, fils de Mouammar Kadhafi, et de la sœur d'Abdallah Senoussi, ancien chef de la sécurité intérieure, tous les deux condamnés à mort en Libye.
Au sein du cabinet d'avocats Robertson-Palmer à Athènes, elle engage des démarches pour établir un diagnostic juridique sur un éventuel procès en vue du retour en Grèce des frises du Parthénon.
En 2015, elle devient professeure de droit à l'université Columbia de New York. La même année, elle défend l'ancien président des Maldives Mohamed Nasheed, renversé en 2012.
On lui a proposé de présenter le jeu télévisé The Apprentice, mais elle a décliné l'offre.
En 2016, elle est nommée « Young Global Leader » par le Forum économique mondial (World Economic Forum).

### Vie personnelle

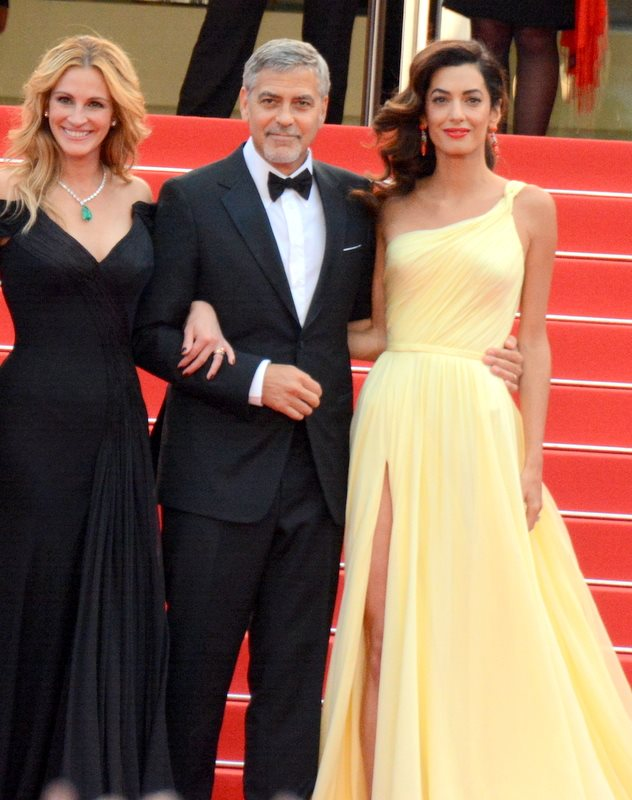
Amal et George Clooney en compagnie de Julia Roberts lors du Festival de Cannes 2016.

Le 27 septembre 2014, Amal Alamuddin se marie à l'acteur américain George Clooney en Italie. Ils possèdent une demeure en Angleterre évaluée à 13 millions d'euros.
En février 2017, le couple annonce attendre des jumeaux. Le 6 juin 2017, Amal Clooney donne naissance à une fille, Ella, et à un garçon, Alexander.
En 2021, le couple achète pour 7,9 millions d'euros le domaine du Canadel à Brignoles dans le Var en France.

## Travaux et publications
- (en) Khan, Karim A. A., Caroline Buisman et Christopher Gosnell. Principles of Evidence in International Criminal Justice. Oxford: Oxford University Press, 2010.  (ISBN 978-0-19-958892-3) (OCLC 663822377)
  - (en) "Collection of evidence" par Amal Alamuddin p. 231–305 (OCLC 775895350)
- (en) Alamuddin, Amal et Philippa Webb. 2010. "Expanding Jurisdiction Over War Crimes Under Article 8 of the ICC Statute". Journal of International Criminal Justice (en). 8, no. 5: 1219–1243.  (ISSN 1478-1387) DOI 10.1093/jicj/mqq066 (OCLC 775833494)[17]
- (en) Alamuddin, Amal. Avril 2012 "Does Libya Have to Surrender Saif Al-slam Gaddafi to The Hague?[PDF]" Mizaan: The Newsletter from Lawyers for Justice in Libya. Issue 1.
- (en) Alamuddin, Amal. 10 décembre 2012. "Will Syria go to the ICC Statute?[PDF]" The Lawyer magazine.
- (en) Alamuddin, Amal et Nadia Hardman, Report of the International Bar Association Human Rights Institute (IBAHRI), Supported by the Open Society Foundations Arab Regional Office. [PDF] Separating Law and Politics: Challenges to the Independence of Judges and Prosecutors in Egypt. International Bar Association Human Rights Institute (IBAHRI), Février 2014.
- (en) Zidar, Andraž (sl) et Olympia Bekou. Contemporary Challenges for the International Criminal Court. London: British Institute of International and Comparative Law, 2014.  (ISBN 978-1-905221-51-6) (OCLC 871319445)
  - (en) "The role of the Security Council in starting and stopping cases at the International Criminal Court: problems of principle and practice" par Amal Alamuddin p. 103–130. (OCLC 880373008)
- (en) Alamuddin, Amal, Nidal Nabil Jurdi et David Tolbert (en), eds. The Special Tribunal for Lebanon: Law and Practice. Oxford, United Kingdom: Oxford University Press, 2014.  (ISBN 978-0-19-968745-9) (OCLC 861207456)
  - (en) "The UN investigation of the Hariri assassination" par Amal Alamuddin et Anna Bonini (OCLC 5590973170)
  - (en) "The relationship between the UN investigation commission and the Special Tribunal for Lebanon: Problems of Principle and Practice" par Amal Alamuddin
- (en) Alamuddin, Amal. 19 août 2014. The Anatomy of an Unfair Trial. Huffington Post.
- (en) Clooney, Amal. 30 avril 2015. "Release Mohamed Nasheed – an innocent man and the Maldives’ great hope." The Guardian.
- (en) Clooney, Amal. 14 octobre 2015. Maldives Backslides Into Repression as the World Calls for President Nasheed's Release. Huffington Post.
- (en) Clooney, Amal, H. Morrison et P. Webb. The Right to a Fair Trial in International Law. Oxford University Press: 2016.

## Filmographie
Amal Clooney est la personnalité principale qui apparaît dans On Her Shoulders, film documentaire et biographique américain réalisé par Alexandria Bombach (en), sorti en 2018 et consacré à Nadia Murad Basee Taha (en arabe : نادية مراد), née en 1993 à Kocho, un village près de Sinjar en Irak, une activiste irakienne des droits de l'homme issue de la communauté yézidie et qui fut victime d'esclavage sexuel alors qu'elle était capturée par Daech.